# Parascela
Parascela là một chi bọ cánh cứng trong họ Chrysomelidae.
Chi này được miêu tả khoa học năm 1878 bởi Baly.

## Các loài
Các loài trong chi này gồm:
- Parascela castanea Tan in Tan & Wang, 1983
- Parascela tuberosa Tan & Wang, 1983